# Alexei Filinov
Alexei Filinov (Unión Soviética, 1961) es un nadador soviético retirado especializado en pruebas de estilo libre, donde consiguió ser subcampeón mundial en 1982 en los 4x100 metros estilo libre.

## Carrera deportiva
En el Campeonato Mundial de Natación de 1982 celebrado en Guayaquil (Ecuador), ganó la medalla de plata en los relevos de 4x100 metros estilo libre, con un tiempo de 3:21.78 segundos, tras Estados Unidos (oro con 3:19.26 segundos que fue récord del mundo) y por delante de Suecia (bronce con 3:22.15 segundos).